# Semicytherura brevifistulosa
Semicytherura brevifistulosa is een mosselkreeftjessoort uit de familie van de Cytheruridae. De wetenschappelijke naam van de soort is voor het eerst geldig gepubliceerd in 1936 door Klie.